# Numéro cabalistique
La numérologie de la kabbale porte d'abord sur les valeurs des vingt-deux lettres de l'alphabet hébreu.
Le tableau ci-dessous en donne une version :
| 1. Aleph, bœuf, '   | 2. Beth, maison, B   | 3. Guimel, chameau, G   |
| 4. Daleth, porte, D | 5. Hé, fenêtre, H    | 6. Waw, crochet, V      |
| 7. Zain, arme, Z    | 8. Heth, haie, 'H    | 9. Thet, boue, Th       |
| 10. Yod, main, Y    | 11. Kaf, paume, K    | 12. Lamed, aiguillon, L |
| 13. Mem, eau, M     | 14. Noun, poisson, N | 15. Samek, poteau, S    |
| 16. Ayn, œil, '     | 17. Pé, bouche, P    | 18. Tsadé, javeline, Ts |
| 19. Qof, singe, Q   | 20. Resh, tête, R    | 21. Shin, dent, Sh      |
| 22. Tav, signe, T   |                      |                         |

Ainsi, chaque mot hébreu permet de calculer un nombre qui est sa valeur numérologique.
Par exemple, le nom divin YHWH vaut 10+5+6+5=26. En hébreu, 26 s'écrit kaf- vav (KW) qui est la racine du verbe signifiant "brûler" : "la flamme divine brûle l'âme" ... Ce nombre 26 pointe aussi vers le chiffre 8 (2+6) qui signifie "l'Alliance, l'Amour" selon une comptine kabbalistique. Celle-ci donne, à chacun des 13 premiers nombres, un sens traditionnel et symbolique que voici :
| Symbolique des dix premiers nombres :                                                                         | Symbolique des dix premiers nombres : | Symbolique des dix premiers nombres : | Symbolique des dix premiers nombres : | Symbolique des dix premiers nombres : | Symbolique des dix premiers nombres : |
| --- | ------------------------------------- | --- | ------------------------------------- | ------------------------------------- | ------------------------------------- |
| 1 | UN                                    | le Divin qui est Un. |                                       |                                       |                                       |
| 2 | DEUX                                  | les deux tables de la Loi ; le Bien et le Mal ; la bipolarité cosmique                                                                    |                                       |                                       |                                       |
| 3 | TROIS                                 | les trois pères d'Israël : Abraham, Ytz'haq et Ya'akob, le mouvement, la fécondité.                                                       |                                       |                                       |                                       |
| 4 | QUATRE                                | les quatre mères d'Israël : Sarah, Ribqah, Léah et Ra'hel ; la matrice, la matière, la fertilité.                                         |                                       |                                       |                                       |
| 5 | CINQ                                  | les cinq livres de la Torah ; la vérité, la gnose.                                                                                        |                                       |                                       |                                       |
| 6 | SIX                                   | les six sections de la Mishnah ; le vie réelle, la réalité, l'harmonie/harmonisation.                                                     |                                       |                                       |                                       |
| 7 | SEPT                                  | les sept branches de la ménorah (le chandelier sacré) et les sept jours de la Genèse ; le sacré, la lumière, l'illumination, la mystique. |                                       |                                       |                                       |
| 8 | HUIT                                  | les huit jours entre naissance et b'rit milah (circoncision) : l'Alliance, l'amour.                                                       |                                       |                                       |                                       |
| 9 | NEUF                                  | les neuf mois de la grossesse ; l'accomplissement.                                                                                        |                                       |                                       |                                       |
| Aux neuf nombres de base, s'ajoutent les quatre nombres qui suivent, avec des significations plus concrètes : |                                       | |                                       |                                       |                                       |
| 10 | DIX                                   | les dix paroles de la création et du Sinaï, les dix plaies d'Égypte ; la divinisation, le pont entre l'humain et le Divin.                |                                       |                                       |                                       |
| 11 | ONZE                                  | les onze (sic) constellations ; le ciel, le cosmos, l'univers, la nature.                                                                 |                                       |                                       |                                       |
| 12 | DOUZE                                 | les douze tribus d'Israël ; l'Homme, l'humanité, le peuple de Moïse.                                                                      |                                       |                                       |                                       |
| 13 | TREIZE                                | les treize attributs divins (selon l'extrait du Deutéronome qui est devenu la prière synagogale) ; la théologie, la philosophie.          |                                       |                                       |                                       |

La méthode kabbalistique repose sur diverses techniques d'herméneutique dont la guématrie. Celle-ci, comme indiqué plus haut, calcule, pour chaque mot hébreu, sa valeur numérique (la somme des valeurs de chacune de ses lettres)et son chiffre mystique (par exemple, si la valeur numérique du mot vaut 913 qui est la valeur du premier mot de la Torah, b'rèshyt : "au commencement", ce nombre donne successivement 13=9+1+3, puis 4=1+3 qui pointe vers la matérialité).
Le but de cette méthode herméneutique est d'engendrer des liens de sens entre des mots possédant des valeurs numériques et/ou des chiffres mystiques possédant des relations arithmétiques entre eux.
Il s'agit donc, en somme, de générer des associations d'idées qui permettent de sortir de la littéralité du texte et d'y découvrir d'autres dimensions de sens qui enrichissent la démarche spirituelle du kabbaliste.